# ستيك هامبرغر
ستيك هامبرغر تشير إلى نوع أو طريقة إعداد مميزة للهامبرغر.
هناك فرق بين مصطلحي هامبورغ ستيك وهامبورغر: يشير الاسم إلى مجرد لحم بقر بطريقة معينة، في حين أن الهامبرغر هو طبق يشبه ساندويتش يضم الخبز الباتي والكعك، ومكونات أخرى في كثير من الأحيان.

## التاريخ
في أواخر القرن التاسع عشر، أصبحت شريحة لحم هامبورغ شعبية في قوائم العديد من المطاعم في ميناء نيويورك. كان هذا النوع من شرائح اللحم البقري مفرومًا باليد ومملحًا قليلاً ومدخّنًا في الغالب، وعادةً ما يتم تقديمه في طبق مع البصل وفتات الخبز.  أقدم وثيقة تشير إلى اعداد شريحة لحم هامبورغ هي قائمة مطعم Delmonico من عام 1873 والتي تقدم لعملائها على صحن 11 سنتا من شريحة لحم هامبورغ التي طورها الشيف الأمريكي تشارلز رانوفر (1836-1899). كان هذا السعر مرتفعا في ذلك الوقت، وهو ضعف سعر شريحة لحم ستيك بسيطة. ومع ذلك، وبحلول نهاية القرن، اكتسبت شريحة لحم هامبورغ شعبية بسبب سهولة إعدادها، مما أدى إلى انخفاض التكلفة وهذا واضح من وصفه المفصل في بعض كتب الطبخ الأكثر شعبية في اليوم. تُظهر المستندات أن أسلوب التحضير هذا تم استخدامه عام 1887 في بعض المطاعم الأمريكية، وكان يستخدم أيضًا لتغذية المرضى في المستشفيات؛ فهي كانت تقدم معدة طازجة وكان يقدم معها طبقاً من البيض.

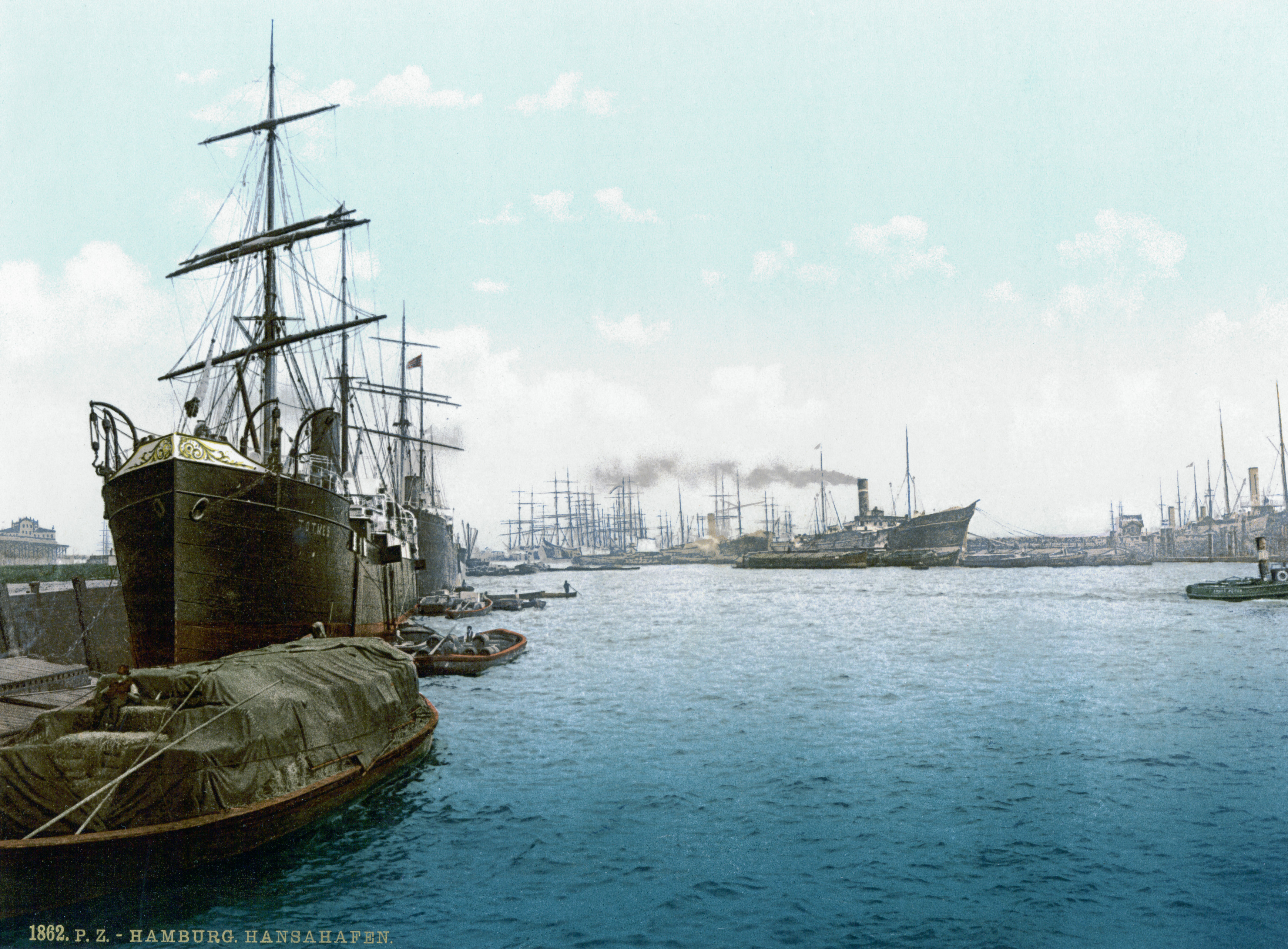

ضمت قوائم العديد من المطاعم الأمريكية خلال القرن التاسع عشر شريحة لحم هامبورغ واللتي كانت تُباع في الغالب لتناول الإفطار. شريحة لحم هامبورغ هي شريحة لحم ساليسبري، والتي تقدم عادة مع مرق متشابه في الشكل إلى الصلصة البنية. ابتكر الدكتور جيمس ساليسبري (1823-1905) هذه الوصفة، ويستخدم مصطلح شريحة ساليسبري في الولايات المتحدة منذ عام 1897.
في الوقت الحاضر، في مدينة هامبورغ وكذلك في أجزاء من شمال ألمانيا، ويسمى هذا النوع من الأطباق Frikadelle ، Frikandelle ، Bulette ، التي تشبه اللحم المفروم. تم استبدال كلمة hamburger steak بـ جبن هامبرغر.
بحلول عام 1930، والذي تم تشريده إلى حد ما بواسطة المصطلح الأبسط، (البرجر) يستخدم هذا المصطلح الأخير عادة كلاحقة لإنشاء كلمات جديدة لمتغيرات مختلفة من الهمبرغر، بما في ذلك، porkburger ، baconburger mooseburger. وهناك أطعمة أخرى تحمل أسماء مستمدة من مدن ألمانية يتم تقصيرها بطرق مختلفة في اللغة الإنجليزية الأمريكية. مثال على ذلك فرانكفورتر، وغالبا ما يختصر الوقت

## طريقة اعدادها
تصنع من اللحم البقري المفروم جيداً، المطحون أو المفروم ويمكن الجمع بين التوابل والبيض والخبز البارد والبصل والحليب مع اللحم، والذي يتشكل بعد ذلك في الفطائر والمطبوخة بالقلي أو التحميص أو التدخين.

## حول العالم
يتم وضع شريحة لحم هامبورغ من قبل Escoffier كطبق كلاسيكي في المأكولات الراقية.

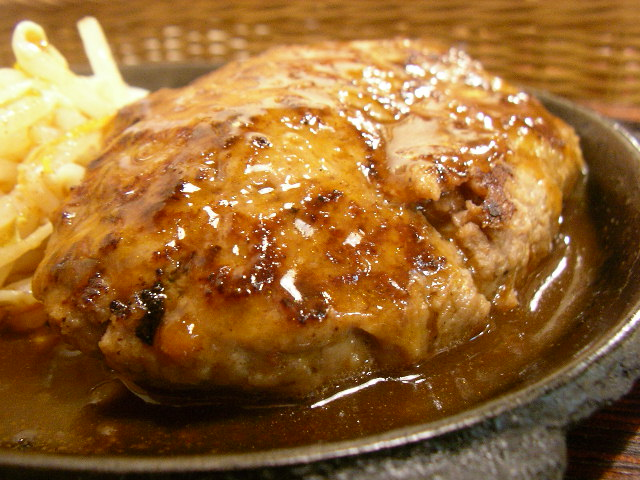
ستيك هامبورغ اليابانية

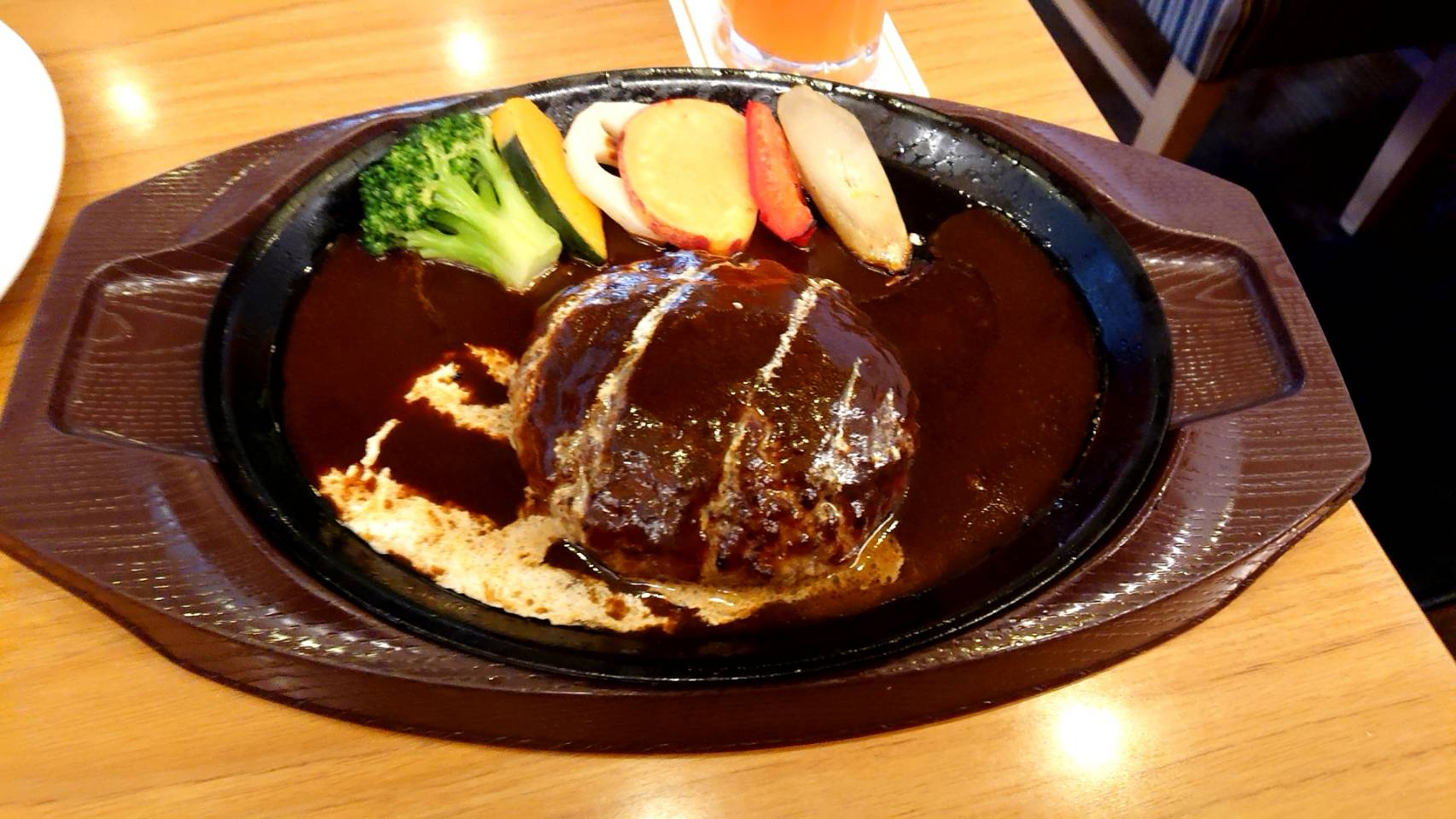
الجبن في الهامبورغ

هامبورغ (ハ ン バ ー グ hanbāgu ، شريحة لحم هامبورغ) هو طبق شعبي في اليابان. وهي مصنوعة من اللحم المفروم مع البصل المفروم والبيض والخبز المطحون مع توابل متنوعة، وتصنع في شكل دائري مستوٍ بسماكة سنتيمتر واحد وقطر يتراوح من 10 إلى 15 سم. تتخصص العديد من المطاعم بأنماط مختلفة من شرائح لحم هامبورغ. وتشمل بعض الاختلافات الهانباكو مع الجبن (チ ー ズ ハ ン バ ー ー グ ، أو chīzuhanbāgu)، والهانباكو مع الكاري الياباني، والهانباكو الإيطالي (مع صلصة الطماطم بدلا من المرق).
أصبحت شريحة لحم هامبورغ شعبية خلال ستينيات القرن العشرين كطريقة جديده بأسعار معقولة لتخدم اللحم الباهظ التكلفة. طبعت المجلات بانتظام الوصفة خلال ذلك العقد، ورفعتها إلى طبق رئيسي في الثقافة اليابانية. في اليابان، يعود هذا الطبق إلى فترة ميجي، ويعتقد أنه تم تقديمه لأول مرة في يوكوهاما، التي كانت واحدة من أوائل الموانئ التي افتتحت للأجانب. منذ الثمانينيات، يتم بيع الهامبرغر المعبأ مع صلصة مضافة بالفعل، وتستخدم على نطاق واسع في علب الغداء (بينتو). كما أن الهامبرغر المجمد يحظى بشعبية كبيرة، وغالبًا ما يتم تقديمه في مطاعم الوجبات السريعة.
اما في هاواي، شريحة لحم هامبرغر تشبه إلى حد بعيد الهانباكو اليابانية. وهو يشبه من فطيرة برغر مع المرق البني. وعادة ما يتم تقديمه مع سلطة المعكرونة والأرز في وجبة الغداء. هناك أيضا مجموعة متنوعة تشمل بيضة، تسمى «موكو موكو».
في فنلندا، يسمى الطبق jauhelihapihvi («شرائح اللحم المفروم») ويتم إعداده وتقديمه مثل كرات اللحم: المقلي، يقدم مع البطاطا وصلصة البنية.